# Стів Ріддік
Стівен Ерл Ріддік (англ. Steven Earl Riddick; нар. 18 вересня 1951) — американський легкоатлет, який спеціалізувався в бігу на короткі дистанції.

## Із життєпису
Олімпійський чемпіон в естафеті 4×100 метрів (1976).
Переможець (1977) та срібний призер (1979) Кубків світу ІААФ в естафеті 4×100 метрів.
Переможець Універсіади в естафеті 4×100 метрів (1973).
Переможець Панамериканських ігор в естафеті 4×100 метрів (1979).
Ексрекордсмен світу в естафеті 4×100 метрів.
Після закінчення змагальної кар'єри тренером університетської легкоатлетичної команди в Норфолку. 1999 року полишив університет через звинувачення у підробці документів та присвоєнні коштів.
Пізніше тренував американських спринтерів Тіма Монтгомері та Маріон Джонс.
2008 року був засуджений до ув'язнення на 5 років 3 місяці за підробку чеків на отримання грошей.

## Основні міжнародні виступи
| Рік  | Змагання             | Місто       | Місце            | Дисципліна | Примітки |
| ---- | -------------------- | ----------- | ---------------- | ---------- | -------- |
| 1973 | Універсіада          | Москва      | 4                | 100 м      |          |
| 1973 | 1                    | 4×100 м     |                  |            |          |
| 1976 | Олімпійські ігри     | Монреаль    | 2пф5             | 100 м      |          |
| 1976 | 1                    | 4×100 м     | Відео на YouTube |            |          |
| 1977 | Кубок світу          | Дюссельдорф | 1                | 4×100 м    |          |
| 1979 | Панамериканські ігри | Пуерто-Рико | 1                | 4×100 м    |          |
| 1979 | Кубок світу          | Монреаль    | 2                | 4×100 м    |          |